# 詹姆斯·科尔曼
詹姆斯·科爾曼（英語：James Kelman，1946年6月9日—），蘇格蘭小說家及詩人。

## 生平
詹姆斯1973年出版處女作故事集出道，1989年憑《一個政治上的不滿》入圍布克獎，雖然當年未能成功獲得布克獎，但卻得到了詹姆斯·泰特·布萊克紀念獎，1994年他終於《晚了，太晚了》初嚐布克獎的桂冠。詹姆斯除了是一名作家，同時是一名蘇格蘭獨立運動的支持者。